# Centaurea jeffreyana
Centaurea jeffreyana — вид квіткових рослин айстрових (Asteraceae). Ендемік Еритреї.

## Морфологічна характеристика
Це напівкущик або багаторічна трав'яниста рослина до 50 см заввишки. Листки прості, зворотнояйцювато-зворотноланцетні, 6 × 1.5 см. Стебла сіро запушені. Квіткові голови поодинокі на кінцях гілок, 12–16 × 15—18 мм. Віночок білий. Сім'янки чорні та блискучі 5—6 × 1.8—2.2 мм, горлі. Папус 8—9 мм завдовжки, блідо-білий.